# Ljus och värme - Matz Bladhs bästa låtar
Ljus och värme - Matz Bladhs bästa låtar är ett samlingsalbum av det svenska dansbandet Matz Bladhs, släppt 24 april 2008. Albumet nådde som högst 60:e plats på den svenska albumlistan.

## Låtlista
1. Ljus och värme (Lys og varme)
2. När syrenerna blommar därhemma
3. Älska, glömma och förlåta
4. Så vi möts igen
5. Jag ska måla hela världen lilla mamma
6. Vindarna växlar
7. Violer och rosor
8. Än en gång ska fåglarna sjunga
9. Release Me
10. Dansa hela natten med mej
11. Låt kärleken slå rot
12. Glöm ej bort det finns rosor (L'Important C'est la Rose)
13. Tindra vackra stjärna
14. En vän som bryr sig om
15. Lucky Lips
16. Här låg rosornas gård
17. Emma
18. Än en gång ska tulpanerna blomma
19. Mina drömmars symfoni
20. Håll om mej
21. Tusen bitar (Tusind stykker)
22. Det är dags att börja om
23. Tro en liten bit på mej
24. Lilla fågel
25. Senorita
26. White Cliffs of Dover
27. Du vän i mitt liv
28. Där näckrosen blommar
29. Lite blyg
30. Quando quando quando
31. Sju ensamma kvällar
32. Du får ej gå
33. Flickan jägaren och priset
34. La Paloma
35. En famn med rosor
36. De tusen sjöars land

1. Ge en ros til#sl den du älskar
2. En kärleksaffär (It Started with a Love Affair)
3. Säg ja till kärleken

## Listplaceringar
| Lista (2008) | Topplacering |
| ------------ | ------------ |
| Sverige      | 60           |